# Dillon Peters
Pour les articles homonymes, voir Peters.
Dillon James Peters (né le 31 août 1992 à Indianapolis, Indiana, États-Unis) est un lanceur gaucher de la Ligue majeure de baseball.

## Carrière
Dillon Peters est repêché par les Indians de Cleveland au 20e tour de sélection en 2011 mais il ignore l'offre pour plutôt rejoindre les Longhorns de l'université du Texas à Austin, et il signe son premier contrat professionnel avec les Marlins de Miami, qui le choisissent en 10e ronde du repêchage amateur de 2014
Il fait ses débuts dans le baseball majeur au lendemain de son 25e anniversaire de naissance le 1er septembre 2017 comme lanceur partant des Marlins de Miami face aux Phillies de Philadelphie.